# Lumière (filmhuis)
Lumière is een Belgisch filmhuis dat internationaal actief is in filmproductie en distributie. Tevens is het bedrijf eigenaar van enkele stadsbioscopen in Vlaanderen. De groep specialiseert zich in het arthouse-genre. De hoofdzetel is sinds 2010 gevestigd te Gent.

## Geschiedenis
Lumière startte in 1997 als filmhuis met een stadsbioscoop Lumière Cinema in Brugge in 1996, met Jan De Clercq en Alexander Vandeputte als oprichters. Later voegde Annemie Degryse zich bij het bedrijf. Filmproductie en distributie volgden pas in latere jaren, terwijl de film- en televisieproductie sinds 2008 zijn ondergebracht in het productiehuis Lunanime.
In 2010 volgde een verhuizing naar Gent en in 2013 vond een herstructurering plaats in een naamloze vennootschap Groep Lumière, met dochtervennootschappen Lumiere Publishing (2000), Lunanime, Lumiere Home Entertainment (2008), LumièreStudio (2015) en Stadsbioscopen Lumière (2017).
De distributiepoot van de groep, en de verdeling van arthousefilms, werd evenwel noodgedwongen sinds 2015 afgebouwd na de instorting van de dvd-markt en de grootschalige toename van piraterij. Lumière moest het personeelsbestand van toen 45 personeelsleden bijna halveren.

## Films en series
Lumière - en later dochter Lunanime - is producent van onder meer de langspeelfilms Meisje (2002), Le Ciel Flamand (2016), Cleo (2019), Nowhere (2022), de animatieserie Ollie en de televisieserie Grond (2021).
Lunanime trad op als co-producent van Europese televisieseries als The Team, Lykkeland ('State Of Happiness') en STHLM Requiem, de animatiefilm Une vie de chat (2010), Phantom Boy (2015), en de langspeelfilms De rouille et d'os, Mal de pierres (2016), Gangsterdam (2017), Funan (2018), Un monde (2021), J'aime la vie  (2023) en La Sirène (2023).
De productie van animatiefilms en animatieseries werd ondersteund door de sinds 2010 uitgebouwde in-house animatiestudio LumièreStudio die onder meer de hoofdstudio was van de animatiefilm Phantom Boy en de animatieserie Ollie.

## Distributie
Lumière verzorgde sinds 2003 de internationale distributie (bioscopen, televisiezenders, thuismarkt met onder andere dvd) voor onder meer Boyhood (2014) en Un monde (2021), en de Belgische (al dan niet inclusief Nederland en Luxemburg) distributie van onder meer La meglio gioventù (2003), Män som hatar kvinnor (2009) en Mal de pierres.
Lumière verzorgde ook de Belgische en soms ook Nederlandse distributie van televisieseries als onder meer Heimat (1981-2006), Borgen (2010-2013), The Killing (2011-2014), The Bridge (2011-2018), Top of the Lake (2013-2017) en Gomorra (2014-2021).

## Bioscopen
De stadsbioscopen van de groep zijn:
- Cinema Lumière Brugge in cultuurcentrum De Republiek (1996)
- Cinema Cartoon’s Antwerpen (overname) (2014)
- Cinema Lumière Antwerpen aan het FOMU (overname) (2019)
- Cinema Lumière Mechelen in de Stadsfeestzaal (2021)
- Cinema Focus in Geraardsbergen (overname) (2025)

De combinatie van de kleine bioscopen, met het eigen online platform www.mylum.tv, een electronic sell-through kanaal waar televisieseries en langspeelfilms online aangekocht en bekeken kunnen worden actief in de Benelux, maken de distributie van arthouse films in België mogelijk volgens oprichter Jan De Clercq, die daarbij aangaf dat de bioscoopinkomsten maar goed zijn voor 10% van de omzet van de groep.